# Mausefallenauto

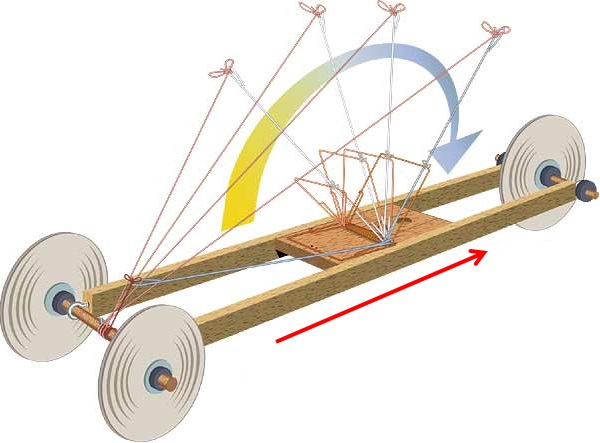
Version eines Mausefallenautos

Mausefallenautos sind Modellfahrzeuge, die mit der in einer gespannten Mausefalle gespeicherten Energie angetrieben werden. Mit ihnen werden Wettbewerbe veranstaltet, bei denen es darum geht, dass ein solches Fahrzeug mit der geringen zur Verfügung stehenden Energiemenge möglichst weit oder kurzzeitig möglichst schnell fährt.

## Prinzip
Ein Mausefallenauto ist wenig mehr als eine auf mindestens drei Rädern fahrende Mausefalle üblicher Bauart (Schlagfalle). Das Mehr ist im Wesentlichen ein Übertragungsmechanismus (Getriebe) zwischen der etwa 180°-Drehung des Mausefallenhebels und der Drehung eines Rades oder einer Achse des Fahrzeugs.
Die in der Mausefalle gespeicherte Energie ist identisch mit der ihrer Schenkelfeder durch Verdrehen derer Windungen zugeführten Verformungs-Arbeit.
Je nachdem, ob die gespeicherte Energie schnell und kurzzeitig oder langsam und über längere Zeit als Antriebsenergie wirkt, unterscheidet man zwischen Rennwagen (speed cars) und Weitfahrautos (long distance cars). Bei den von Schulen ausgetragenen Wettbewerben wird häufig die einfacher als die Geschwindigkeit zu messende Fahrtstrecke gewertet. Mit Rennautos antretende Teilnehmer sind dabei i. d. R. im Nachteil. Ihre auf Schnelligkeit gebrachten, aber früh antriebslos werdenden Fahrzeuge rollen früher aus als die langsamen, aber permanent angetriebenen Weitfahrautos kommen. Inzwischen gibt es aber auch Wettbewerbe, bei denen an Schulen die Geschwindigkeit als relevante Größe gewertet wird.

## Konstruktion
Um mit der kleinen Energiemenge möglichst schnell oder weit fahren zu können, muss das Mausefallenauto möglichst leicht und reibungsarm gebaut sein. Es werden gängige leichte Werkstoffe aus Kunststoff (z. B. gebrauchte CD-Scheiben als Räder), aus Holz (z. B. Balsaholz für das Fahrgestell) oder Leichtmetalle (Aluminium u. a.) verwendet.
Als Übertragungsmechanismus dient i. d. R. ein auf der Radachse aufgewickelter Faden, den der Mausefallenhebel beim Drehen in seine Ausgangslage abzieht. Ein solches Zugmittelgetriebe ist leicht herzustellen: Der Mausefallenhebel ist lediglich mit einem Stab zu verlängern.

### Weitfahrauto
Für eine möglichst weite Fahrt sollte dem Fahrzeug ein konstantes Antriebsmoment zugeführt werden. Da das von der Falle abgegebene Drehmoment während der Fahrt kleiner wird, muss es fortwährend in immer größerem Verhältnis auf die Radachse übertragen werden. Der Hebel-Zugfaden-Radachsen-Mechanismus erfüllt diese Aufgabe zwar tendenziell richtig, aber quantitativ unvollkommen. Am Anfang wächst das Übertragungsverhältnis zu langsam und gegen Ende zu schnell. Gegen Ende wird das Verhältnis so groß, dass der Hebel bei stark gedehntem Faden durchschlägt. Ein noch vorhandener Energievorrat in der Feder zeigt sich als Stoß auf den Hebelanschlag: Für den Antrieb ist er verloren.
Der maximal mögliche Fahrweg wird weitgehend bereits bei der Konstruktion des Wagens festgelegt. Man wählt die Wegübersetzung so klein, dass das Fahrzeug während der ersten 90° des Hebelrückdrehens (der Gradient der Drehmomentübersetzung ist in diesem Bereich am kleinsten) die Fahrwiderstände (Reibung in den bewegten Teilen und Rollwiderstand der Räder auf dem Boden) auf einem Referenz-Boden sicher überwindet. Die Wegübersetzung ist abhängig von der Hebellänge, dem Fadenwickel-Durchmesser auf der Radachse und dem Durchmesser der angetriebenen Räder. Dafür, dass der Boden am Ort des Wettbewerbs rauer und/oder welliger oder gar besser ist, wird eine Justiermöglichkeit an einer dieser Größen (z. B. Hebellänge) vorgesehen.

## Verwendung
Mausefallenautos werden in Schulen verwendet, um den Schülern Fähigkeiten zu Entwurf und eigenem Anfertigen einfacher Gegenstände zu vermitteln. So richtet z. B. die Stiftung NiedersachsenMetall einen Landeswettbewerb aus, bei dem die Schüler einen Preis in Höhe von 500 Euro für ihre Schule gewinnen können.